# Nguyễn Phúc Ngọc Cơ
Bài này viết về công chúa con vua Gia Long, về công nữ có cùng tên gọi, xem Nguyễn Phúc Khoát.
Nguyễn Phúc Ngọc Cơ (chữ Hán: 阮福玉璣; 13 tháng 9 năm 1808 – 1856), phong hiệu Định Hòa Công chúa (定和公主), là một công chúa con vua Gia Long nhà Nguyễn trong lịch sử Việt Nam.

## Tiểu sử
Hoàng nữ Ngọc Cơ sinh ngày 22 tháng 7 (âm lịch) năm Mậu Thìn (1808), là con gái thứ 13 của vua Gia Long, mẹ là Mỹ nhân Nguyễn Đình Thị Vĩnh.
Năm Minh Mạng thứ 10 (1829), tháng 9 (âm lịch), công chúa Ngọc Cơ lấy chồng là Vệ úy Thành Tín hầu Nguyễn Huỳnh Thành, là con trai thứ hai của Kiến Xương Quận công Nguyễn Huỳnh Đức. Con trai cả của Kiến Xương Quận công là Nguyễn Huỳnh Toán được gả cho Bảo Thuận công chúa Ngọc Xuyến, con gái thứ năm của Gia Long, nhưng phò mã Toán mất không lâu sau đó.
Công chúa Ngọc Cơ và phò mã Thành có với nhau được hai con trai nhưng đều mất sớm. Năm thứ 13, phò mã Thành mất. Công chúa xin vua anh cho dựng am ở làng Dương Xuân để ở, nơi đó sau là chùa Đông Thuyền (nay thuộc phường Thủy Xuân, Huế). Mộ của phò mã Thành được táng trong chùa.
Năm Tự Đức thứ 9 (1856), công chúa Ngọc Cơ mất, thọ 49 tuổi, được truy tặng làm Định Hòa Thái thái trưởng công chúa (定和太太長公主), thụy là Đoan Nhàn (端嫻).